# Orthetrum curta
Orthetrum curta är en trollsländeart som beskrevs av Navás 1923. Orthetrum curta ingår i släktet Orthetrum och familjen segeltrollsländor. Inga underarter finns listade i Catalogue of Life.